# Microdrosophila rhoparia
Microdrosophila rhoparia är en tvåvingeart som beskrevs av Toyohi Okada 1985. Microdrosophila rhoparia ingår i släktet Microdrosophila och familjen daggflugor. Inga underarter finns listade i Catalogue of Life.